# 柴胡加竜骨牡蛎湯

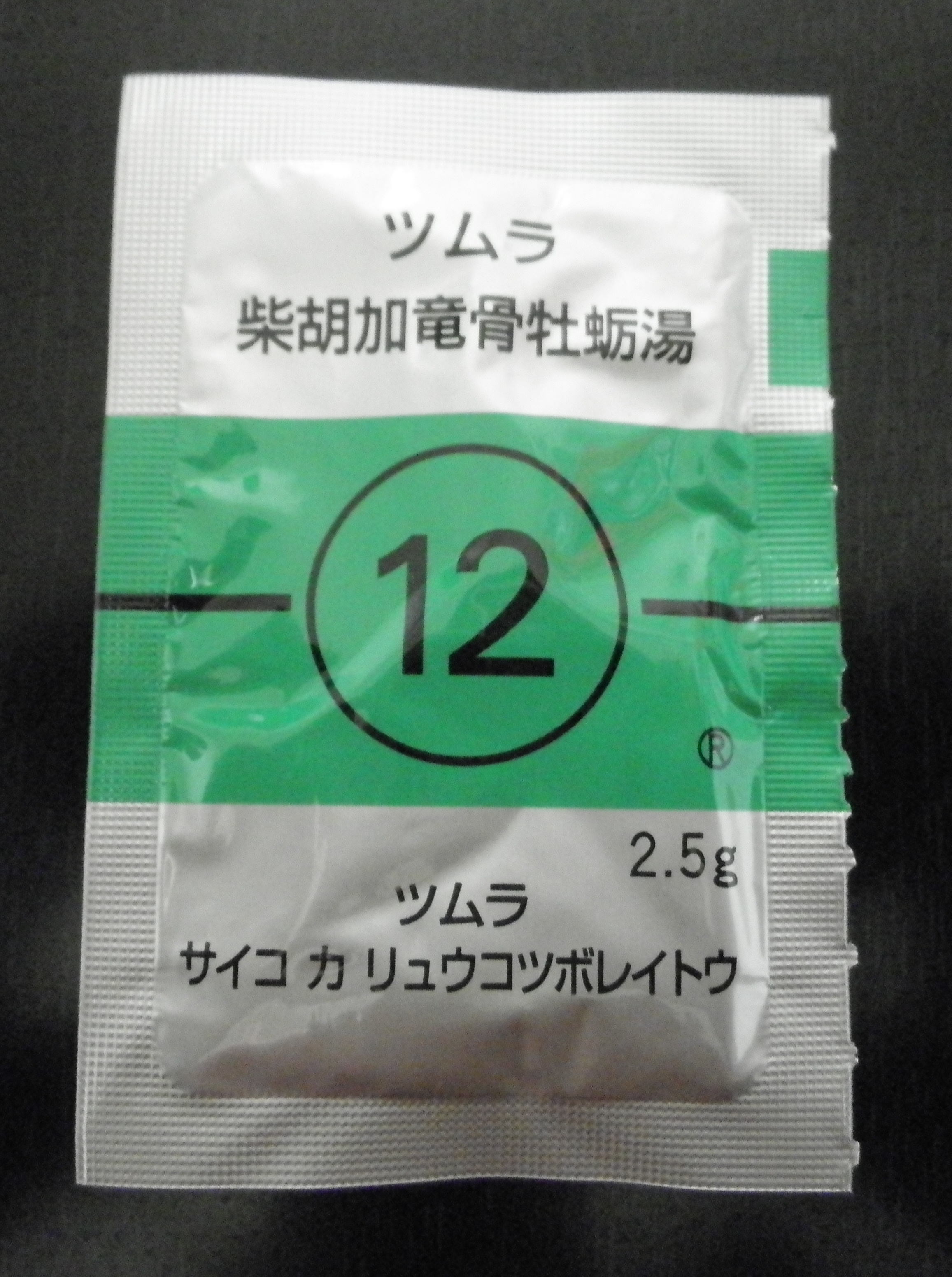
ツムラ柴胡加竜骨牡蛎湯エキス顆粒（医療用）

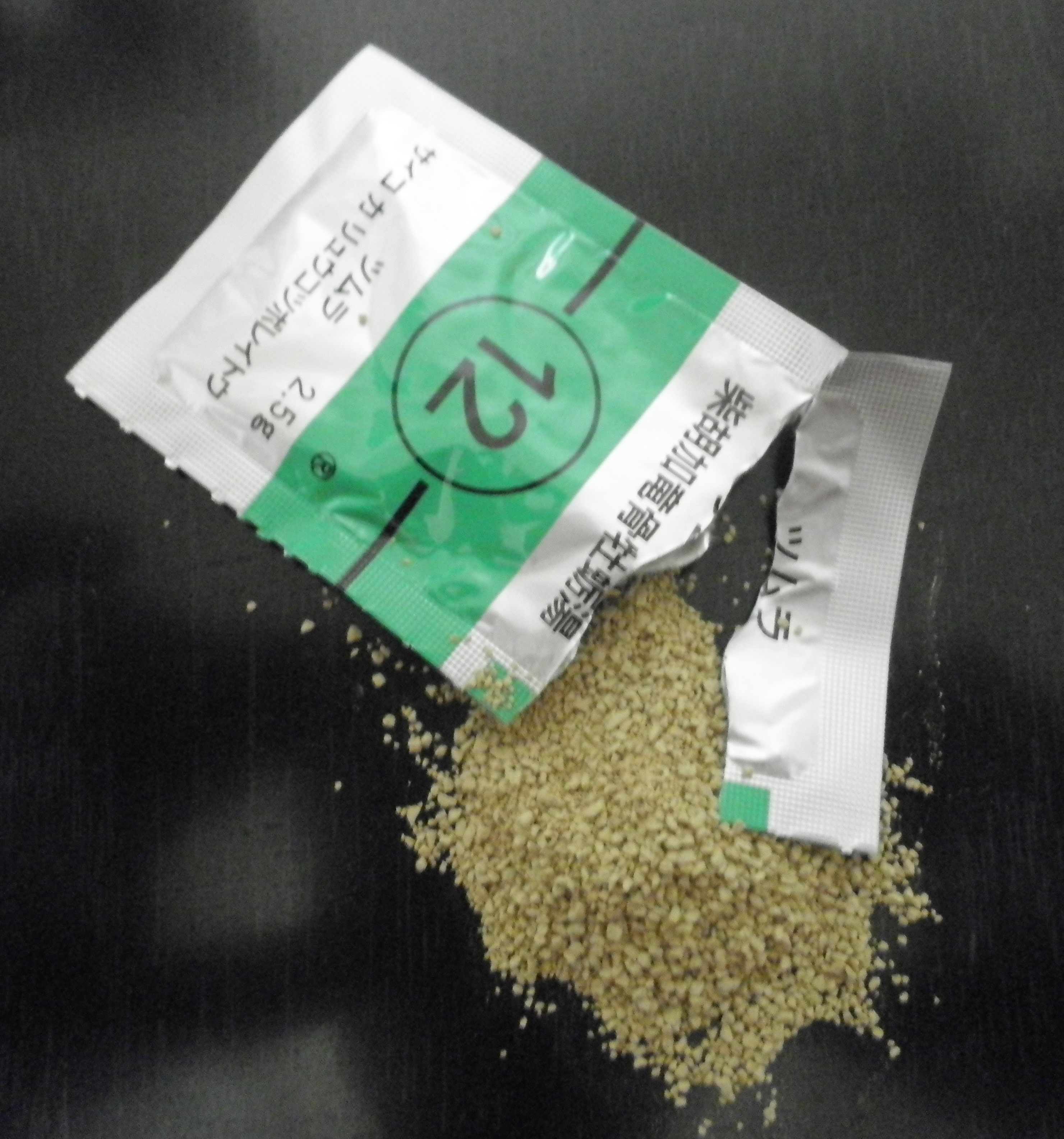
ツムラ柴胡加竜骨牡蛎湯エキス顆粒（医療用）

柴胡加竜骨牡蛎湯（さいこかりゅうこつぼれいとう）は、漢方薬方剤の一つ。病院で処方される医療用医薬品と薬局等で購入できる一般用医薬品がある。

## 概要
気持ちを落ち着かせる鎮静安定作用がある。
類似に桂枝加竜骨牡蛎湯（虚証で用いる）がある。

## 適応
実証～中間証（体力が中程度以上）の者の精神不安があって高血圧の症状（動悸、不安）、不眠、ヒステリー、神経衰弱症、神経性心悸亢進症、便秘、小児夜泣きなどに用いられる。

## 組成
柴胡（さいこ）、半夏（はんげ）、桂皮（けいひ）、茯苓（ぶくりょう）、黄岑（おうごん）、大棗（たいそう）、人蔘（にんじん）、牡蛎（ぼれい）、竜骨（りゅうこつ）、生姜（しょうきょう）、大黄（だいおう）
ツムラ製品は大黄を除く１０種類

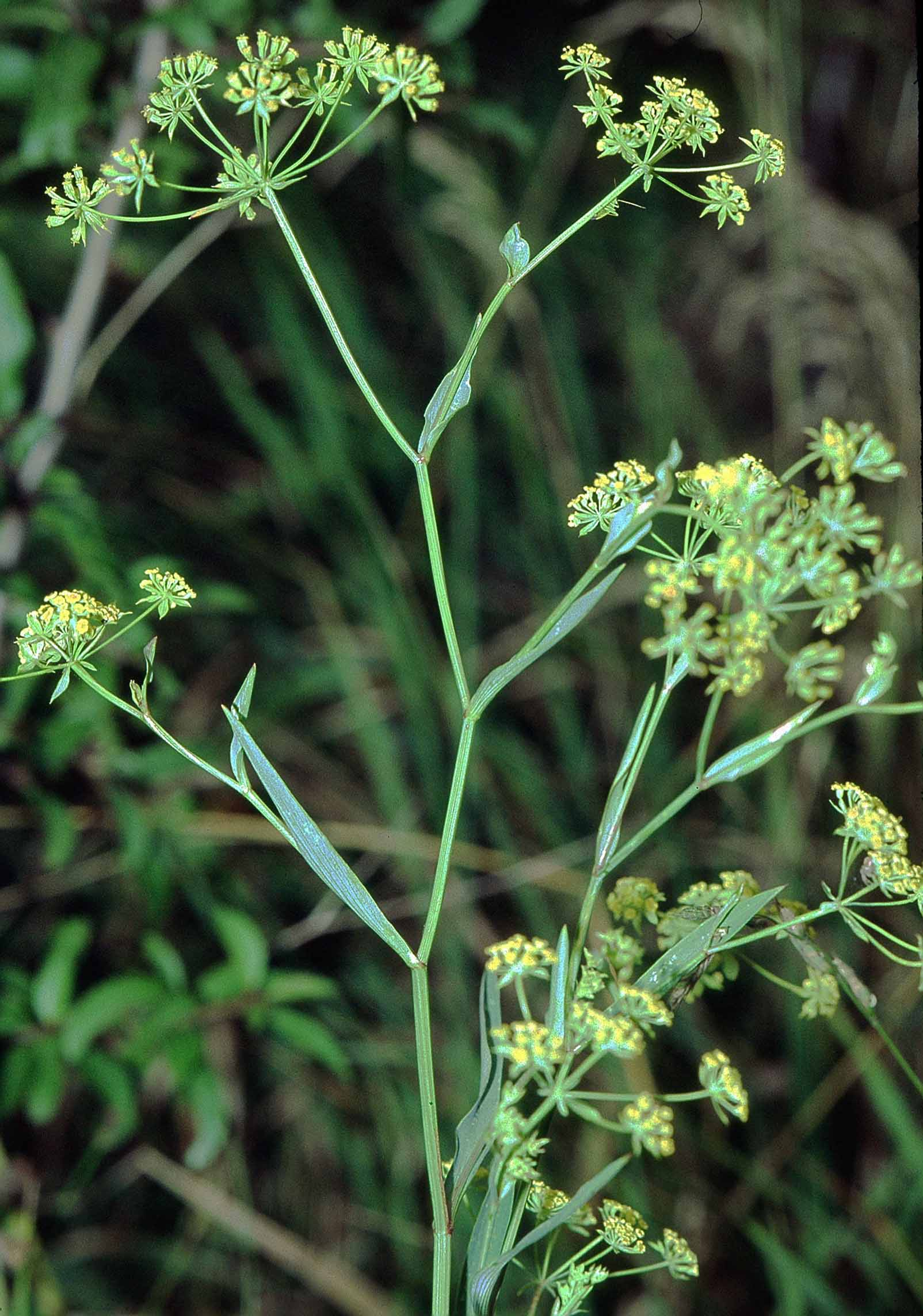
柴胡(サイコ)
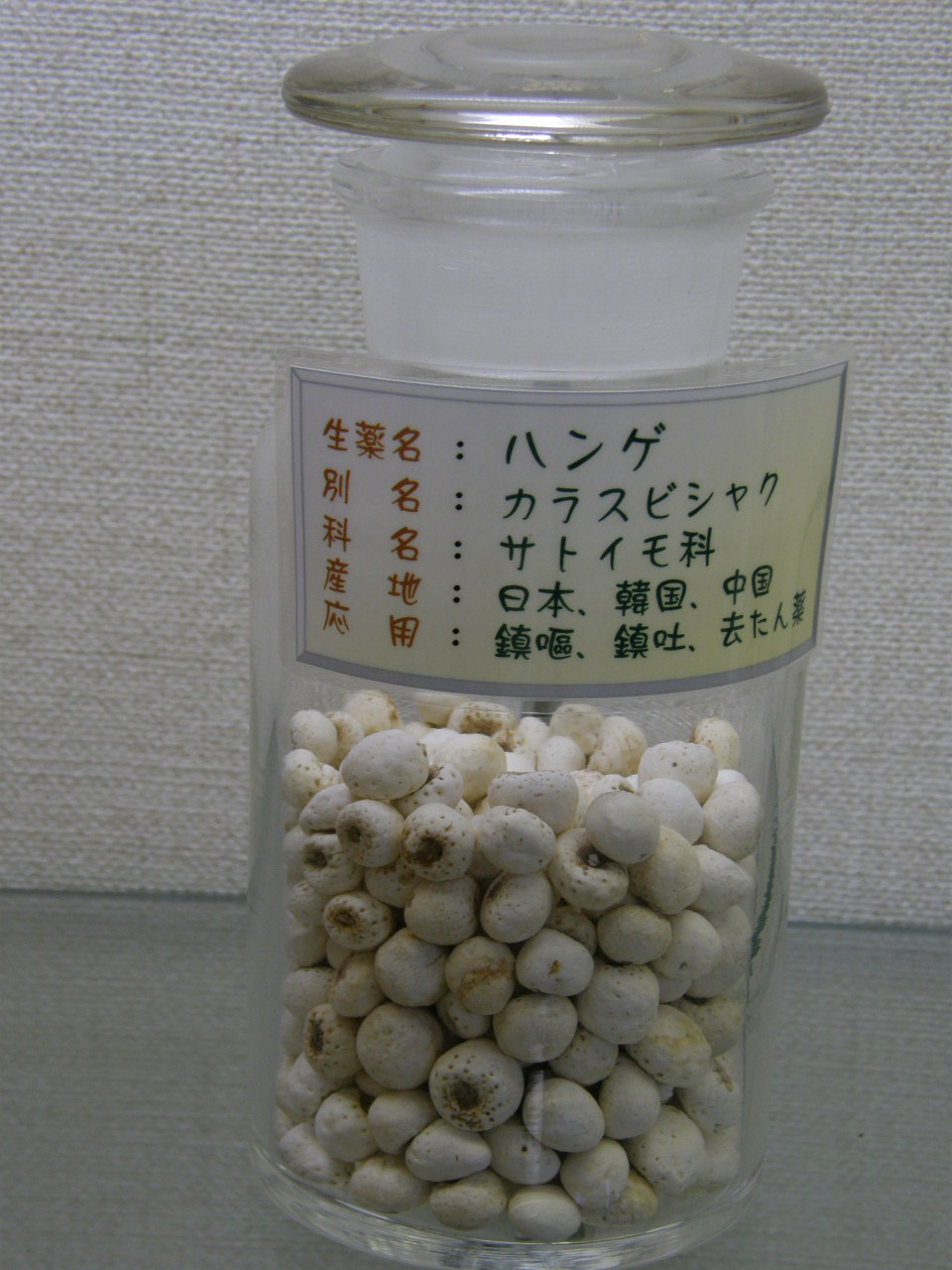
半夏(ハンゲ)
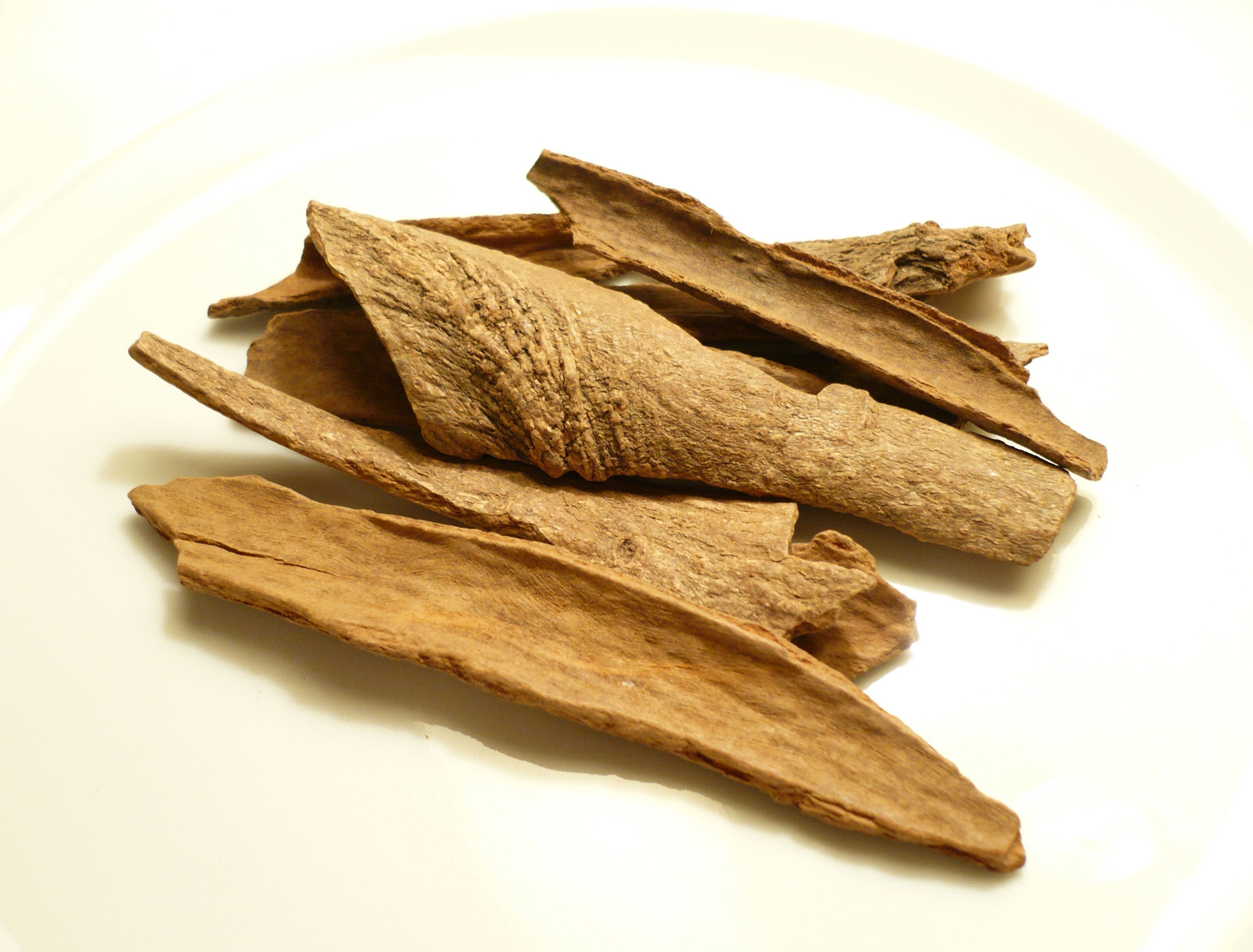
桂皮(ケイヒ)
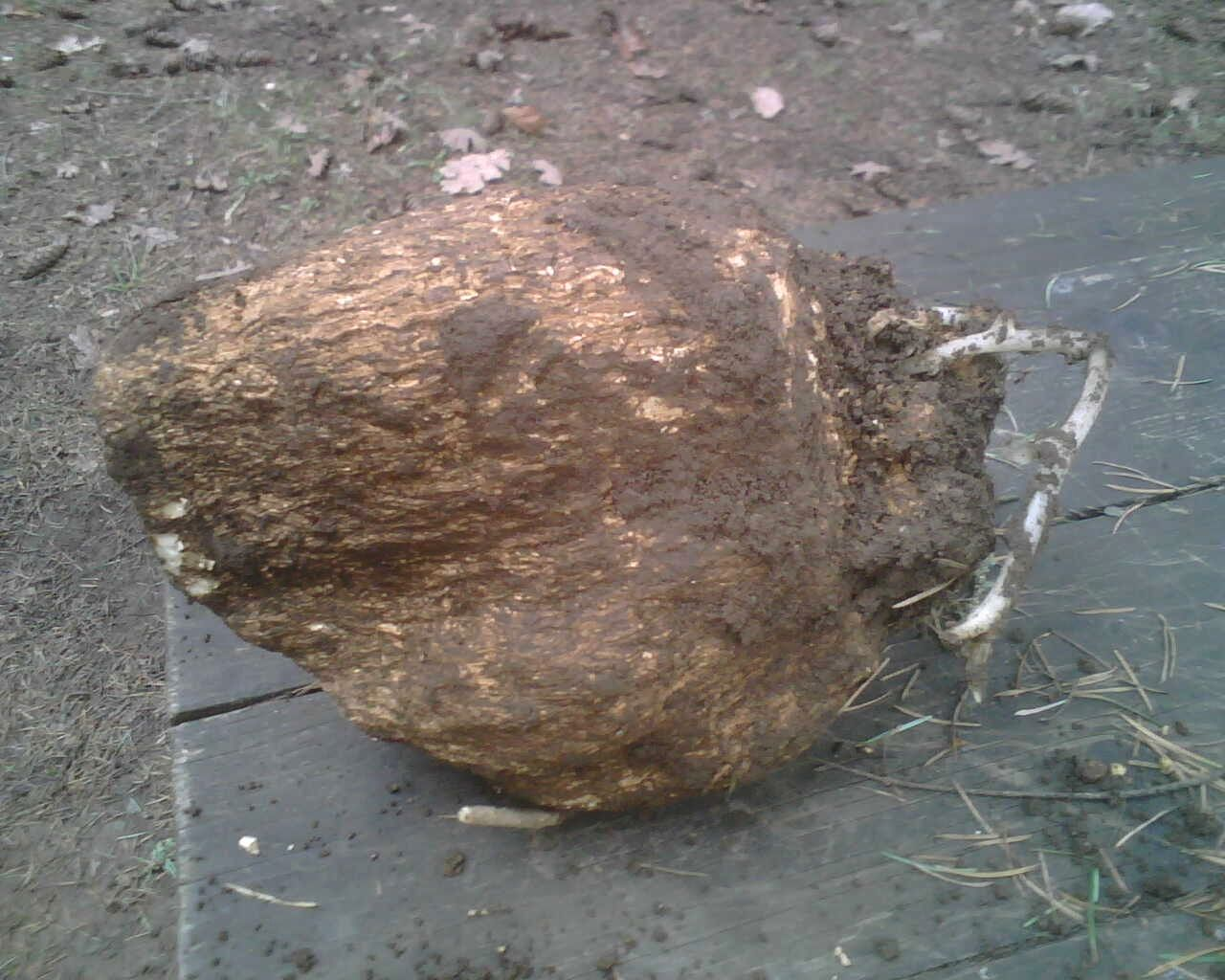
茯苓(ブクリョウ)
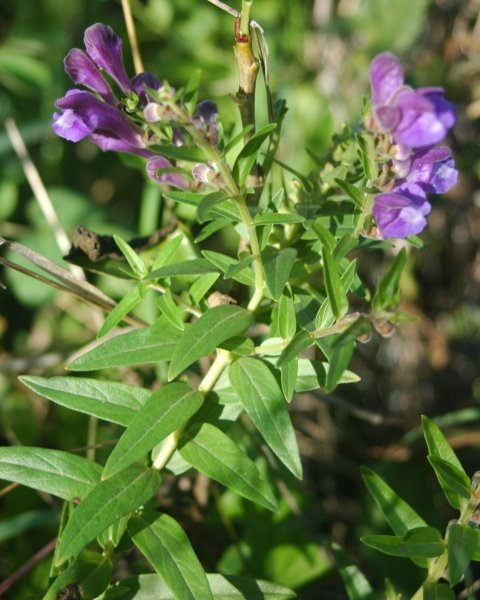
黄岑(オウゴン)
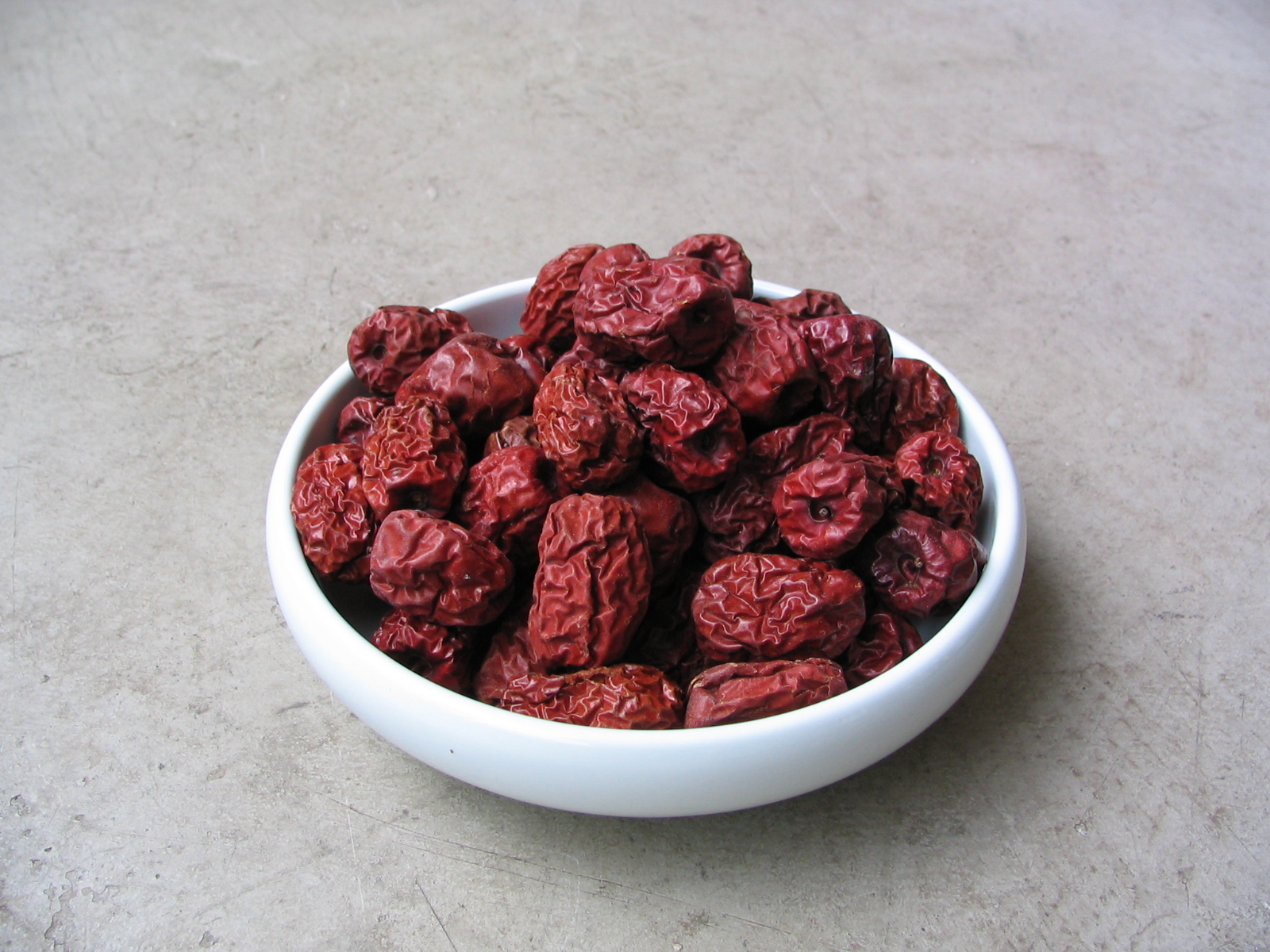
大棗(タイソウ)
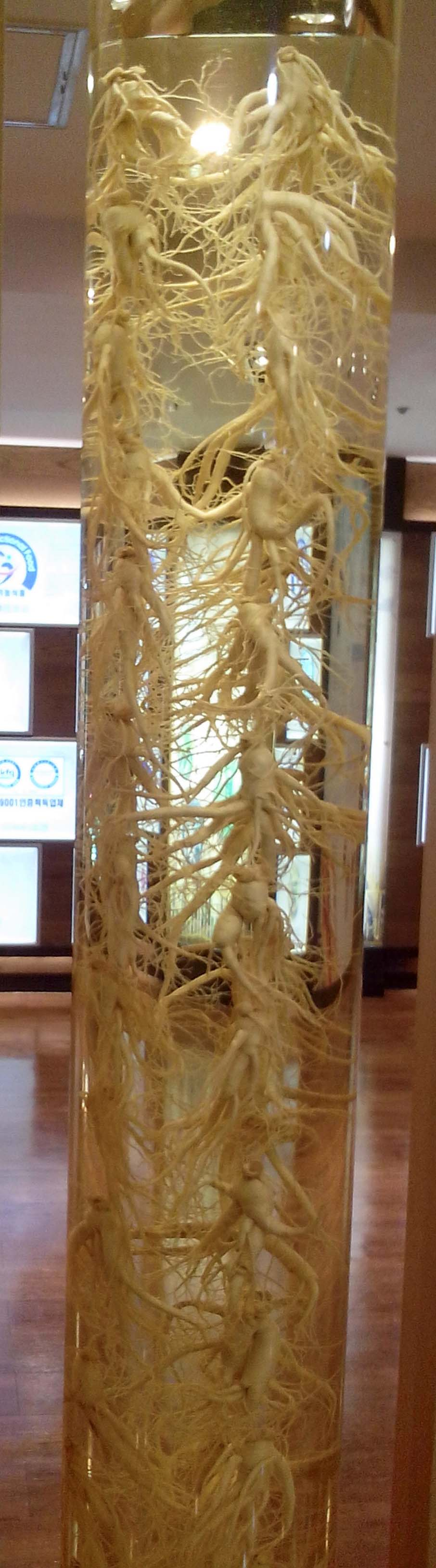
人蔘(ニンジン)
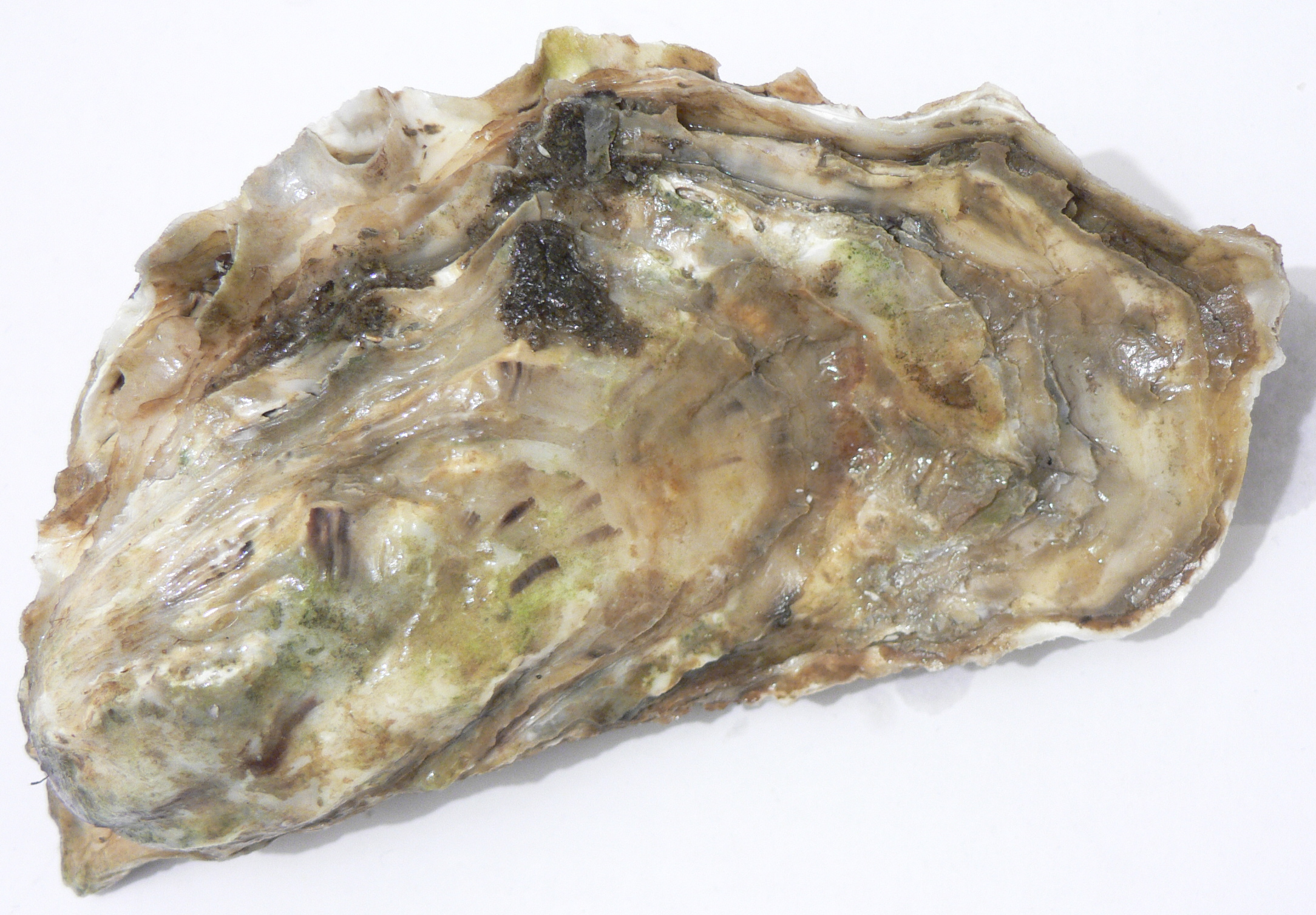
牡蛎(ボレイ)
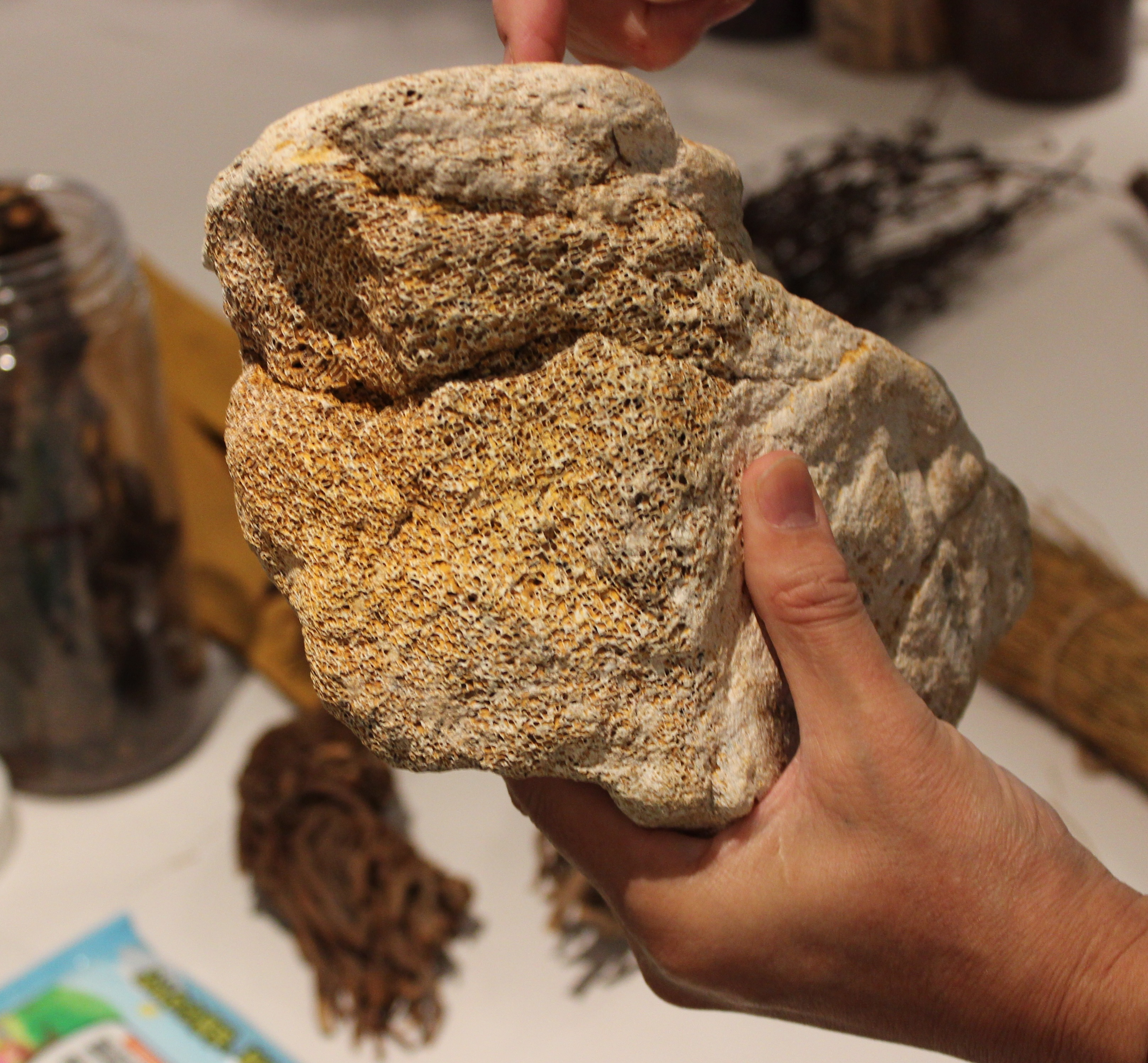
竜骨(リュウコツ)
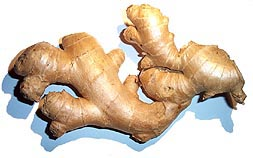
生姜(ショウキョウ)
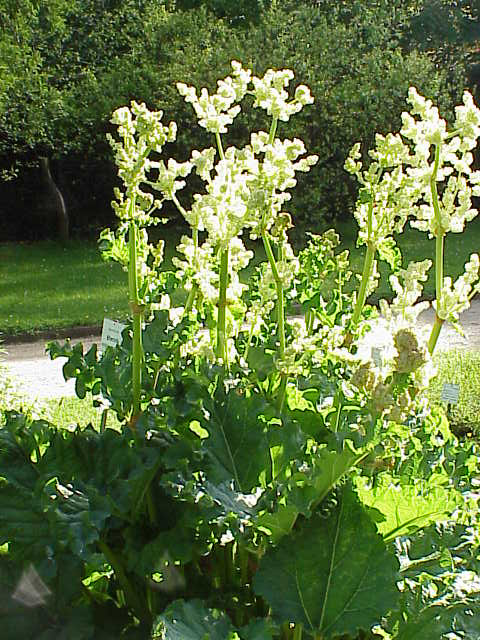
大黄(ダイオウ)